# ひろしまフラワーフェスティバル

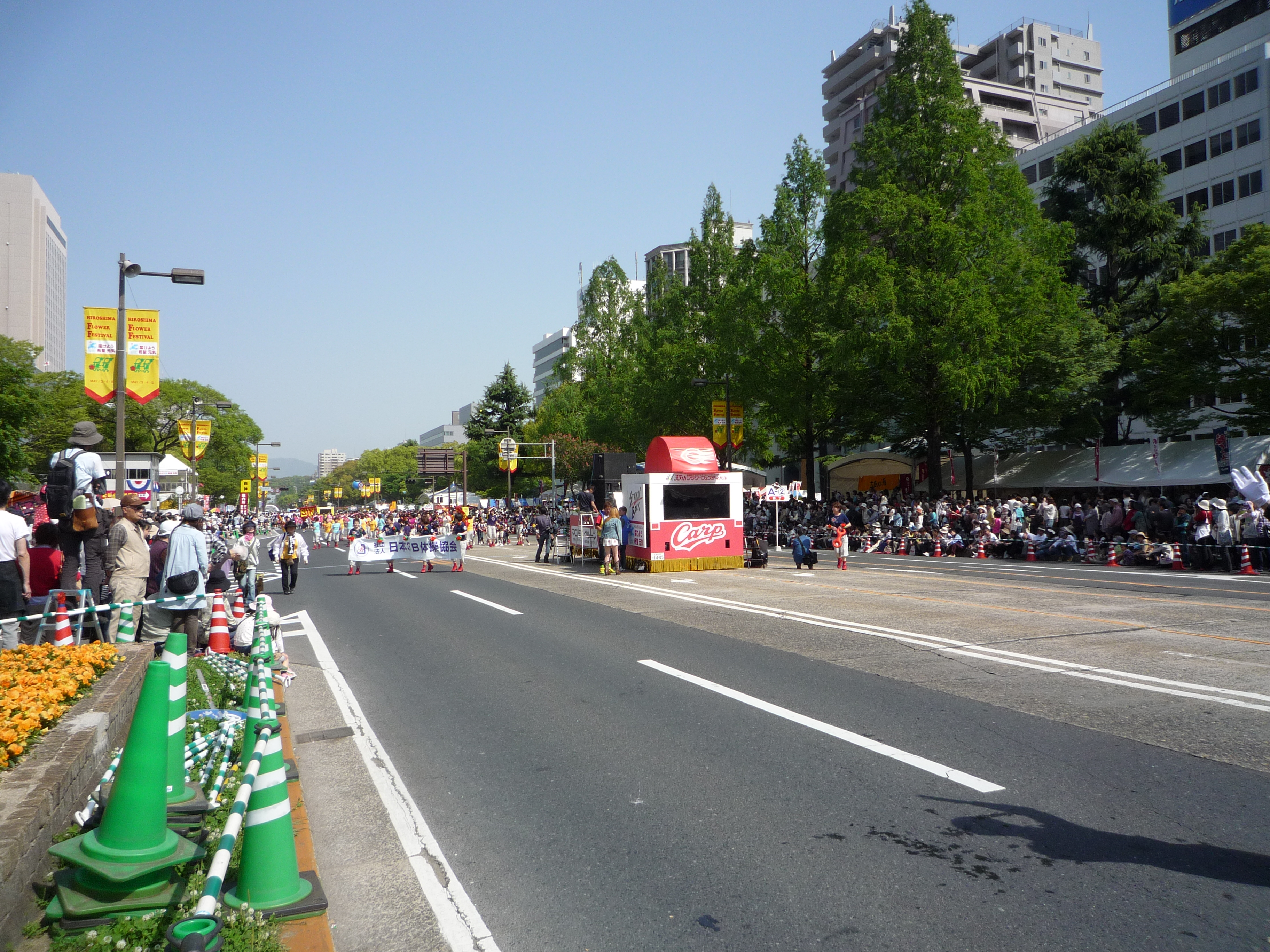
祭りの風景

ひろしまフラワーフェスティバル（英: Hiroshima Flower Festival）は、広島県広島市平和大通り及び平和記念公園周辺をメイン会場に、毎年5月3日から5日まで開催される祭りである。動員数は毎年160万人を越え、「博多どんたく」などと並び、ゴールデンウィーク中の日本の祭りの中で最大級の動員数である。

## 概要
1975年に、平和大通りにて広島東洋カープのセントラル・リーグ優勝パレードが行われ、当時としては驚異的な30万人を動員。これに後押しされ、既に平和大通り一帯を会場にした新しい祭りの構想を練っていた中国新聞社が中心となり商工会や市側と折衝を重ね、1977年に初開催。3日間で計125万人を集めて大成功を収めた。その後も2019年まで毎年開催されたが、2020年は新型コロナの世界的大流行で中止が決定した。これは1977年の初開催以来初めてであり、同年は被爆75年という節目の年もあって実行委員会は関連した企画も検討していた。
2021年は、平和大通りでのパレードを行わず、平和記念公園と旧広島市民球場を中心に開催し、ステージイベントは入場を制限して事前に募集して当選した人のみの観覧とする予定だったが、新型コロナウイルス感染拡大のため無観客となり、代替としてステージイベントの公式YouTube配信を実施する事となった。また同じメイン会場で事前申し込みなしで自由来場できる予定だったライトアップイベントや、並木通りのフラワーテラスの無料公開についても開催が取りやめとなった。
2023年は主要国首脳会議（G7広島サミット）が広島市で5月19日 - 21日に開催されることに伴い、サミットの円滑な開催と市内中心部の警備強化への配慮のため、6月10日（土曜日）・11日（日曜日）の2日間開催とし、2020年以降中断していたパレードなども復活した。
開催当初よりミスフラワーを3人選び、祭りに花を添えている。1991年から2024年までは、ミス・コンテスト批判の高まりよりフラワークイーンに、さらに2025年からは、男女平等をアピールすることから、フラワーアンバサダーに名称を改めている。
新聞などではFFと略される。地元民はフラワーと略すこともある。
また、広島電鉄の路面電車によるラッピング車両が広島市内を走る（現在は年中運行している）。
主催団体の1つである中国新聞紙面上でも特集記事が組まれ、他紙が5月6日を新聞休刊日にしている場合も、新聞を発行している（2023年6月12日は新聞の発行がなかった）。

## 祭りの内容
祭りのメインは、開催当初から5月3日の花車（祭りの当初は山車と呼ばれていた）と市民の行進である花の総合パレードと、2002年より行われている5月5日のきんさいYOSAKOIが主な行事になる。
3日の11時に、花の塔に点火して祭りが開始。平和大通り沿いに多くのステージが設置され、主催者が呼ぶスペシャルゲスト以外にも、多くの有名人がステージに立っている。また、パレードのない時間帯には平和大通りは歩行者天国になる。
- 5月3日：花の総合パレード、ステージ・ひろば展開
- 5月4日：ひろしまストリート陸上プラス・ステージ・ひろば展開（招待された新婚カップルや木下大サーカスなどが参加した『びっくりパレード』など、前日・翌日と趣旨の異なるパレードが行われていた年もあった）
- 5月5日：きんさいYOSAKOIパレード・ステージ（2002年より）、ステージ・ひろば展開　※過去にはこどもの日パレード（2001年まで）などもあった。

### 花の総合パレード
パレードは、平和大通りの田中町から平和記念公園前まで行っている。
2002年まで5月5日にはこどもの日パレードが行われ、2002年はこどもの日パレードときんさいYOSAKOIが両方行われた。2003年からはパレードは1日になり、企業・一般団体と子供団体が一緒に歩く形になった。2008年より、5月3日の「花の総合パレード」で、これまでの花ぐるまパレードにあわせて、折りづるみこし連も行われている。
2023年は開催日の変更により、6月10日に行われている。

### きんさいYOSAKOI
2002年より、5月5日にはきんさいYOSAKOIが行われている。11時からの平和大通りを練り歩きながらの演舞と、平和記念公園に設置されたカーネーションステージでの演舞に分かれ、審査している。
演舞の際は鳴子を使用することを求められ、使用しない場合は減点対象になる。
きんさいYOSAKOIで使われる曲は、きんさいYOSAKOI用にアレンジされた花ぐるま「ひろしまYOSAKOIきんさい花ぐるま」、「ひろしま鳴子踊りYOSAKOI花ぐるま」の他、オリジナル曲の使用もできる。
2023年は開催日の変更により、「花の総合パレード」と同日の6月10日に行われている。
2008年から、参加団体の増加により、大通りを2つに分ける形にグループ分けをしてパレードするようになった。
2014年からは、スタートからゴールまでの約1.2kmを流し踊りの形で演舞をするようになった。

### カープ選手によるトークショー
広島東洋カープの若手2軍選手がトークショーを開催することが恒例行事となっている。毎年フラワーフェスティバル会場内に「マツダZoom-Zoomひろば」が設置され、フラワーフェスティバル限定のカープグッズも多く販売している。しかし、直筆サイングッズに関しては当日販売対象分の購入整理券を配布しなければならない程購入希望者が多く、限定グッズの入手は大変困難である。

### ステージ
平和大通り沿い及び協賛会場に約30のステージが開設され、歌手が歌ったりしている。ステージには花の名前が付けられていて、「○○（花の名前）ステージ」と呼ばれている。メインステージは平和記念公園内の「カーネーションステージ」。

## 会場
祭りが始まった当初より、平和大通り及び平和記念公園周辺をメイン会場にし、市内各所で開催されている。
2000年頃より、協賛会場として、NTTクレド、紙屋町シャレオ、広島県庁舎、広島城、エールエール地下広場、福屋広島駅前店、アルパーク、フレスタモールカジル横川、ゆめタウン広島、広島マリーナホップなどでも行われている。

## 祭りのテーマ
開催当初より、3つのテーマを上げている。
- 広島を花と緑と音楽のあふれる都市にしよう
- 平和に生きることのすばらしさと尊さを、参加者みんなで分かち合おう
- 広島から世界へ、豊かな生活文化と、温かい人間関係の交流を呼びかけよう

また、毎年市民から公募した年ごとのテーマを上げている。
| 回数 | 開催年     | 年ごとの大会テーマ                             |
| ---- | ---------- | ---------------------------------------------- |
| 1回  | 1977年     |                                                |
| 2回  | 1978年     |                                                |
| 3回  | 1979年     |                                                |
| 4回  | 1980年     |                                                |
| 5回  | 1981年     |                                                |
| 6回  | 1982年     | 躍動美の創造                                   |
| 7回  | 1983年     | 笑顔と笑顔の交流                               |
| 8回  | 1984年     | 花と笑顔で輪をつくろう                         |
| 9回  | 1985年     | ことし、青春と花の出会い                       |
| 10回 | 1986年     | 街はステージ みんなが主役                      |
| 11回 | 1987年     | すばらしい 花と仲間がふれあう日                |
| 12回 | 1988年     | 花になろう 風と遊ぼう                          |
| 13回 | 1989年     | 聞こえますか 花のうた                          |
| 14回 | 1990年     | 花と語ろう 夢 未来                             |
| 15回 | 1991年     | 花いっぱい 夢いっぱい FF15                     |
| 16回 | 1992年     | みんなで咲かそう 花と夢                        |
| 17回 | 1993年     | 奏でよう 花と笑顔のハーモニー                  |
| 18回 | 1994年     | 咲かそうよ 花と緑と アジアの輪                 |
| 19回 | 1995年     | ききたいな 平和を語る 花のうた                 |
| 20回 | 1996年     | 歌おうよ はたちの夢と 花のうた                 |
| 21回 | 1997年     | 育てよう 花と緑と 人の輪を                     |
| 22回 | 1998年     | 夢のせて ふれあい賛歌 花賛歌                   |
| 23回 | 1999年     | 時を超え ひびけ歌声 花アーチ                   |
| 24回 | 2000年     | 花と人 笑顔でつなぐ 2000年                     |
| 25回 | 2001年     | 花咲け 夢咲け 2001                             |
| 26回 | 2002年     | 平和な新世記を 花緑・水の都からの元気発信      |
| 27回 | 2003年     | 踊ろう 歌おう 平和の花                         |
| 28回 | 2004年     | 広げよう 花と人の輪 平和メッセージ             |
| 29回 | 2005年     | つなげよう 人の温もり 平和の輪                 |
| 30回 | 2006年     | ありがとう! 花と平和の30年～smile to smile～   |
| 31回 | 2007年     | 花舞台 はじける笑顔 あなたが主役               |
| 32回 | 2008年     | 届け世界へ 花で創る 平和の鼓動                 |
| 33回 | 2009年     | SUNSUNと 輝け花と 平和の光                     |
| 34回 | 2010年     | きっと咲く! つないだ手と手に 平和の花が        |
| 35回 | 2011年     | 咲き誇る 花が育む 笑顔と平和                   |
| 36回 | 2012年     | 笑顔咲く 未来を照らす 希望の花                 |
| 37回 | 2013年     | 心に花を 咲かせる笑顔 平和な未来               |
| 38回 | 2014年     | キラキラと はずむリズム 笑顔の花               |
| 39回 | 2015年     | とどけよう 平和の花 はじける笑顔               |
| 40回 | 2016年     | 未来へつなぐ 花と笑顔の40年                    |
| 41回 | 2017年     | 花いっぱい はばたけ平和の咲く未来              |
| 42回 | 2018年     | 世界へとどけ 花と平和のメッセージ              |
| 43回 | 2019年     | 花ひらく 夢と平和 新時代                       |
|      | （2020年） | （花が咲く 令和にひろがる 平和の輪）           |
| 44回 | 2021年     | Power of Flowers ～それでも花は咲く～          |
| 45回 | 2022年     | Power of Flowers ～ともにつなぐ 希望のリボン～ |
| 46回 | 2023年     | Power of Flowers ～ここで咲く花 世界にとどけ～ |
| 47回 | 2024年     | 待ってたよ 花いっぱいの あふれる笑顔           |
| 48回 | 2025年     | 咲かそうよ 平和の種から 花いっぱい             |

- 第32回 (2008年) では史上初の高校生(八木 一樹)により発案されたテーマが採用された。
- 第35回（2011年）では大会テーマに加え、同年に発生した『東日本大震災』被災地支援スローガンとして、「届けよう 希望 元気」を使用し、第35回ではテーマよりもスローガンを多く使われている。
- 2020年は、大会テーマが決定した後、新型コロナウイルス感染拡大により取り止めとなった。また回数はノーカウントとしている。

## 公式テーマ曲
花ぐるま（歌：芹洋子、作詞：滝田常晴、作曲：小椋佳、編曲：高田弘）が代表的な公式テーマ曲である。
第3回のフラワー歌手に芹洋子が選ばれた時に「フラワー賛歌」として使用開始し、会場内やテレビ・ラジオCMなどで多く使われ、公式パンフレットにも歌詞が掲載され、開会セレモニーの時にフラワー歌手などが歌うのが恒例行事になっている。芹洋子は第3回以降も第4回及び第9回にも唯一、フラワー歌手に3回選ばれている。ノーマルバージョンのほか、YOSAKOIバージョンなども存在し、2010年には神園さやかのカバー版がFF公式CDとして、他の公式ソングと合わせて発表された。また、広島市近郊の防災用緊急放送用サイレンで、ワンフレーズだけ午後6時になると時報として鳴らしている。
その他、初回フラワー歌手の、フラワー・フェスティバル（歌：佐良直美、作詞：西川好次郎、作曲：小林亜星、編曲：竜崎孝路）が最初のテーマ曲として使われ、その他初回にフラワー音頭（作詞：岡本淳二、作曲：小林亜星、編曲：竜崎孝路）、第3回の花ぐるまのカップリングの花の想い（歌：芹洋子）、10回記念に作られた花たちの扉（歌：ジュディ・オング、作詞：来生えつこ、作曲：村下孝蔵。その後、村下自身が別の歌詞を付け『かすみ草』のタイトルでアルバム『かざぐるま』に収録している）、近年では青春は輝いて（歌：神園さやか）などもある。

## FFスペシャルゲスト（フラワー歌手）
フラワーフェスティバルでは2006年以降、大会主催者が複数組のFFスペシャルゲストを呼んでいる。呼ばれた歌手は、メインステージなどで歌を披露したりしている。
また、2006年以降FFゲストも呼んでいる。
フラワー歌手が廃止後は、主に地元に縁のある歌手がオープニングセレモニーで花ぐるまを歌っている。
2005年までは、フラワー歌手が一組呼ばれ、5月3日のオープニングセレモニーの時に花ぐるまを歌い、同日のパレード終了後にメインステージで、歌謡ステージが披露されていた。1987年の中山美穂の時は大騒動になり、歌謡ステージが中止になった。
| 回数 | 開催年 | フラワー歌手                                                       | フラワー歌手 | フラワー歌手                                   |
| ---- | ------ | ------------------------------------------------------------------ | --- | ---------------------------------------------- |
| 1回  | 1977年 | 佐良直美                                                           | 佐良直美 | 佐良直美                                       |
| 2回  | 1978年 | 佐良直美                                                           | 佐良直美 | 佐良直美                                       |
| 3回  | 1979年 | 芹洋子                                                             | 芹洋子 | 芹洋子                                         |
| 4回  | 1980年 | 芹洋子                                                             | 芹洋子 | 芹洋子                                         |
| 5回  | 1981年 | 桜田淳子                                                           | 桜田淳子 | 桜田淳子                                       |
| 6回  | 1982年 | 石川ひとみ                                                         | 石川ひとみ | 石川ひとみ                                     |
| 7回  | 1983年 | 榊原郁恵                                                           | 榊原郁恵 | 榊原郁恵                                       |
| 8回  | 1984年 | 石川秀美                                                           | 石川秀美 | 石川秀美                                       |
| 9回  | 1985年 | 芹洋子                                                             | 芹洋子 | 芹洋子                                         |
| 10回 | 1986年 | ジュディ・オング                                                   | ジュディ・オング | ジュディ・オング                               |
| 11回 | 1987年 | 中山美穂                                                           | 中山美穂 | 中山美穂                                       |
| 12回 | 1988年 | 早見優                                                             | 早見優 | 早見優                                         |
| 13回 | 1989年 | 酒井法子                                                           | 酒井法子 | 酒井法子                                       |
| 14回 | 1990年 | 西村知美                                                           | 西村知美 | 西村知美                                       |
| 15回 | 1991年 | 坂本冬美                                                           | 坂本冬美 | 坂本冬美                                       |
| 16回 | 1992年 | 田村英里子                                                         | 田村英里子 | 田村英里子                                     |
| 17回 | 1993年 | かとうれいこ                                                       | かとうれいこ | かとうれいこ                                   |
| 18回 | 1994年 | オユンナ                                                           | オユンナ | オユンナ                                       |
| 19回 | 1995年 | マルシア                                                           | マルシア | マルシア                                       |
| 20回 | 1996年 | 鈴木蘭々                                                           | 鈴木蘭々 | 鈴木蘭々                                       |
| 21回 | 1997年 | 早坂好恵                                                           | 早坂好恵 | 早坂好恵                                       |
| 22回 | 1998年 | キム・ヨンジャ                                                     | キム・ヨンジャ | キム・ヨンジャ                                 |
| 23回 | 1999年 | 西田ひかる                                                         | 西田ひかる | 西田ひかる                                     |
| 24回 | 2000年 | 遠藤久美子                                                         | 遠藤久美子 | 遠藤久美子                                     |
| 25回 | 2001年 | 酒井美紀                                                           | 酒井美紀 | 酒井美紀                                       |
| 26回 | 2002年 | 島崎和歌子                                                         | 島崎和歌子 | 島崎和歌子                                     |
| 27回 | 2003年 | 島谷ひとみ                                                         | 島谷ひとみ | 島谷ひとみ                                     |
| 28回 | 2004年 | ソニン                                                             | ソニン | ソニン                                         |
| 29回 | 2005年 | 神園さやか                                                         | 神園さやか | 神園さやか                                     |
| 回数 | 開催年 | FFスペシャルゲスト                                                 | FFゲスト | オープニングセレモニーで花ぐるまを歌った歌手   |
| 30回 | 2006年 | - HINOIチーム・長州小力 - MAX                                      | - 神園さやか - 東真紀 - 森本ケンタ - GiFT - 南一誠 - JAPAN BLOOD - 假屋崎省吾 | - 東真紀                                       |
| 31回 | 2007年 | - 秋川雅史 - 上原多香子 - ユンナ                                   | - ★ジョージ★ - GiFT - 神園さやか - FreeFace - 山口リエ - 原田真二 - 森本ケンタ - 長野大憲 - 南一誠 - 坪北紗綾香 - 趙栄春 - 財満光子 - 大瀬戸千嶋 - 姜暁艶 - 木原健太郎 | - 秋川雅史                                     |
| 32回 | 2008年 | - 川嶋あい - 中孝介 - 東京ディズニーリゾートからやって来る仲間たち | | - 森本ケンタ                                   |
| 33回 | 2009年 | - ジェロ - 水森かおり - 横田神楽団                                 | | - 森本ケンタ                                   |
| 34回 | 2010年 | - ベッキー♪# - 三倉茉奈・三倉佳奈                                  | | - 森本ケンタ・神園さやか                       |
| 35回 | 2011年 | - Perfume - 為末大                                                 | - 石井杏奈 - MMJ - 大瀬戸千嶋 - CACKY - 神園さやか - Green Supply - さらさ - SPL∞ASH - 高野友成 - 竹本洋介 - 玉城ちはる - cheri - 2smile - teiko with 夏目一朗&沖田考司 - DOUGH BOY & HDC BACK DANCERS - トランク - 間慎太郎 - 原田真二 - FreeFace - VOXRAY - まなみのりさ - 水本諭 - 南一誠 - Mebius - 森恵 - 森本ケンタ - YASS - LEGEND |                                                |
| 36回 | 2012年 | - 奥田民生                                                         | |                                                |
| 37回 | 2013年 | - BENI                                                             | - 秋休 - イケメン'ズ - HBR LOVE - EMIKO - MMJ - 大瀬戸千嶋 - およそ3 - 花菜 - 神園さやか - 香音 - 佐々木リョウ - SPL∞ASH - 高野友成 - タケモトタクシ - 玉城ちはる - DOUGH BOY & DANCERS - Honey. - アジアツインズ 光と風Hi-Fu - ひまり - 藤本たから - 渕上里奈 - FreeFace - 万貴音 - 松田幸治 - まなみのりさ - 丸本莉子 - MIKKO - 南一誠 - Mebius - 森恵 - ryo-suke |                                                |
| 38回 | 2014年 | - 一青窈 - 二階堂和美                                              | - I LOVE YOU@あいり - 安芸ひろしま武将隊 - 秋休 - 悪女時代 - Azur - MMJ - 大瀬戸千嶋 - Over - およそ3 - 折重由美子 - 香音 - 神園さやか - さらさ - 澤井ゆうすけ - ZILcoNIA - SPL∞ASH - タケモトタクシ - 立川翼 - 辻香織 - deneb - Dr.Yubi - TOMO - trunk - のら犬 - Honey. - 原田侑子 - VENUS - アジアツインズ 光と風Hi-Fu - Buga Elena - 藤本たから - 渕上里奈 - FreeFace - 万貴音 - Maco - 松田幸治 - 南一誠 - Mebius - Mercure - 李翔雲 | - 渕上里奈                                     |
| 39回 | 2015年 | - 夏川りみ - 加藤登紀子                                            | - AILA - I LOVE U ＠あいり - 安芸ひろしま武将隊 - 悪女時代 - いぐいま - 李翔雲 - 石井杏奈 - 石井里佳 - 梅田真志&kyu - etto-etto - MMJ - 大瀬戸千嶋 - Over - およそ3 - 折重由美子 - 香音 - 神園さやか - Kenshiro - the GALAXY☆CAT - さらさ - 城田純 - SPL∞ASH - smile - 竹本洋介 - 立川翼 - 玉城ちはる - Dr.Yubi - TOMO - TRUNK - Dressing - drop - 中野杏 - Honey. - 半崎美子 - BEAT POIN'T - VENUS - 光と風Hi-Fu - 平野理沙 - ひろしまMAPLE☆S - 藤本たから - 渕上里奈 - FreeFace - ポップコーンCP - 万貴音 - 松田幸治 - 松中啓憲 - まなみのりさ - 麻里絵ルナ - 南一誠 - MEGU - Mebius - Mercure - Yarukist - 吉永拓未 | - まなみのりさ                                 |
| 40回 | 2016年 | - 平原綾香 - 芹洋子 - 岸谷香 - モーリス・グリーン                  | - およそ3 |                                                |
| 41回 | 2017年 | - 八神純子 - 大瀬戸千嶋                                            | - およそ3 |                                                |
| 42回 | 2018年 | - Little Glee Monster - まなみのりさ                               | - およそ3 | - まなみのりさ                                 |
| 43回 | 2019年 | - STU48                                                            | - およそ3 | - YONOA                                        |
| 中止 | 2020年 | 新型コロナウイルス感染症(COVID-19)の影響で中止                     | 新型コロナウイルス感染症(COVID-19)の影響で中止 | 新型コロナウイルス感染症(COVID-19)の影響で中止 |
| 44回 | 2021年 |                                                                    | | - Dressing                                     |
| 45回 | 2022年 |                                                                    | | - 佐々木リョウ（STU48の代役として）            |

## 主催
祭りの主催は「ひろしまフラワーフェスティバル実行委員会」が行い、企画実施本部は中国新聞社（広島本社）内部に位置している。
主催団体に参加する団体・企業は、広島祭委員会・広島市・広島県・広島商工会議所・広島青年会議所・広島観光コンベンションビューロー・広島市商店街連合会・中国新聞社・中国放送で構成されている。
また、広島県教育委員会・広島市教育委員会・ヒロシマ平和創造基金・広島国際文化財団・広島県観光連盟・NHK広島放送局・広島テレビ放送・広島ホームテレビ・テレビ新広島・広島エフエム放送が後援に連ねている。

## テレビ中継
ひろしまフラワーフェスティバル実行委員会に所属する中国放送（TBS系列）では初日のフラワーパレードを生中継している（5月3日が土曜に重なる年は『王様のブランチ・第1部』が、日曜に重なる年は『サンデージャポン』が何れもネット返上。後者のみ『アッコにおまかせ!』は14時台（2015年は14:21 - 15:30）での録画時差ネットとなる（近年は前者は2014年が、後者は2009年と2015年が該当。パレード自体は11時台から中継のため、10時台は単発番組を編成）。それ以外の曜日に重なる年は、『ひるおび!』は、「午前」を臨時に11:30飛び乗りとし、『JNNニュース』（EPG等の番組表上では『ひるおび! JNNニュース』と表記）のみの放送に変更、「午後」は臨時に例年は13:55から録画時差ネット（2021年1月4日からは、CBCテレビ制作の平日午後のワイドショー『ゴゴスマ -GO GO!Smile!-』〈13:55 - 15:40〉の番販ネットを開始したため、2021年は開催形態が特殊なため下記の対応となり、2022年以降の5月3日に『ひるおび!･午後』の録画時差ネットとそれに併せた『ゴゴスマ』の休止や、5月5日にきんさいYOSAKOIの生中継特番を編成した時の対応については2024年に初めて発生）とするため、自社制作の午後の生ワイド『イマなまっ!→イマナマ！』などは休止とする（2017年は5月1日から休止して、ドラマ『下町ロケット』集中再放送の自主編成を実施）。また、5月5日の「きんさいYOSAKOI」も『イマなまっ!』のスペシャル扱いで放送する（2017年は13:55 - 15:25の時間帯で放送）。
2021年は前述の通りパレードを行わず、ステージイベントを入場制限（事前募集で当選した人のみ観覧可能・感染状況によっては無観客）して代替として動画配信を行うなど、旧広島市民球場跡地・平和記念公園を中心に規模を大幅に縮小したかたちでの開催となったため、5月3日は11:05 - 11:30に会場からの生中継を中心とした内容で特別番組を放送し、3日の午後と5日は通常通り『ひるおび!』『ゴゴスマ -GO GO!Smile!-』『イマナマ!』の番組編成とした（4日は『Veryカープ! RCCカープデーゲーム中継 広島 vs 巨人』を放送のため『ゴゴスマ』を休止し、『イマナマ!』を縮小）。
2023年は6月10・11日に開催日が変更され、かつ土・日曜開催のため、10日に『王様のブランチ・第1部』を休止の上で10:55 - 13:00に花の総合パレードの特別番組を放送し（9:30 - 10:55は『ニューヨークの“秘湯”入浴旅』〈テレビ東京制作、2023年4月29日放送分〉で穴埋め）、同日深夜（11日未明）1:28 - 3:30に総集編を放送する一方、同日開催となった「きんさいYOSAKOI」の放送を編成上の都合から見送ることになった。 また、11日は特別番組を編成せず通常編成とし（例年同様）、12日 - 16日はサミットおよび本イベント後のスタッフの休暇確保のため『イマナマ!』を18時台のみに縮小して『ゴゴスマ』を15:49までの臨時フルネット、『Nスタ』を第0部・第1部の全編ネット（14日はプロ野球『Veryカープ! RCCカープナイター 広島 vs 楽天』を18:15から放送のためローカルニュースを挿入）とした。
2024年は5年ぶりに通常開催に戻り、5月3日（金曜）は10:55 - 11:30と11:55 - 13:55に「花の総合パレード」を、5月5日（日曜）は『イマナマ! スペシャル』として「きんさいYOSAKOI」を13:54 - 15:00に放送した。3日は『ひるおび 午後』13:55 - の時差ネットとし（通常通りカスタム時刻表示に対応）、『ゴゴスマ』（CBCテレビ制作。制作局では『中日クラウンズ・2日目』放送のため裏送り）を休止した。5日は日曜日のため自主編成扱いとなった。また両日とも深夜にダイジェスト番組を放送した。
2018年5月3日は『SAMURAI BASEBALL・広島 vs 巨人』（マツダスタジアム）を13:55からTBS系列全国ネットで放送したため（地元球団の中継に差し替えた地域を除く）、『ひるおび!・午後』は15:50からの時差ネットとした。中国放送では自社の中継機材・要員の大半をパレード中継優先としたため、野球中継についてはTBSテレビが中継車と一部要員を、毎日放送がスポーツコーダの機材を派遣した。このため、野球中継については通常の中国放送･TBSテレビ共同製作著作ではなく、TBSテレビ単独の製作著作（ただし実況は中国放送の坂上俊次アナウンサーが担当）となり、中国放送は毎日放送とともに制作協力扱いとなった。

## データ関係
時期的に三日のうち高い確率で雨が降り、三日とも晴れるのは稀であるとする「雨のジンクス」（都市伝説）がある。しかし、大会主催発表では必ずしもそうとは言えない。
観覧者の数は、開催当初より120万人を超え、この120万人を切ったことはない。
| 回数 | 開催年 | 観覧者（万人） | 天気            | 天気            | 天気       |
| 回数 | 開催年 | 観覧者（万人） | 5月3日          | 5月4日          | 5月5日     |
| ---- | ------ | -------------- | --------------- | --------------- | ---------- |
| 1回  | 1977年 | 125            | 晴れ            | 雨              | 曇         |
| 2回  | 1978年 | 165            | 晴れ            | 晴れ            | 晴れ       |
| 3回  | 1979年 | 155            | 晴れ            | 晴れ            | 晴れ       |
| 4回  | 1980年 | 147            | 晴れ            | 晴れ            | 晴れ       |
| 5回  | 1981年 | 144            | 雨              | 晴れ            | 晴れ       |
| 6回  | 1982年 | 151            | 雨              | 晴れ            | 晴れ       |
| 7回  | 1983年 | 153            | 晴れ            | 晴れ            | 曇のち雨   |
| 8回  | 1984年 | 157            | 晴れ            | 晴れ            | 曇のち雨   |
| 9回  | 1985年 | 140            | 晴れ            | 晴れ            | 曇のち雨   |
| 10回 | 1986年 | 143            | 曇のち雨        | 曇              | 曇         |
| 11回 | 1987年 | 150            | 晴れ            | 晴れ            | 晴れ       |
| 12回 | 1988年 | 125            | 雨              | 雨              | 晴れ       |
| 13回 | 1989年 | 155            | 晴れ            | 晴れ            | 曇のち雨   |
| 14回 | 1990年 | 120            | 曇のち雨        | 雨              | 曇         |
| 15回 | 1991年 | 171            | 晴れ            | 晴れ            | 晴れ       |
| 16回 | 1992年 | 170            | 晴れ            | 晴れ            | 晴れ       |
| 17回 | 1993年 | 163            | 曇              | 晴れ            | 晴れ       |
| 18回 | 1994年 | 133            | 晴れ            | 曇のち晴れ      | 晴れのち曇 |
| 19回 | 1995年 | 135            | 曇のち雨        | 雨のち曇        | 晴れ       |
| 20回 | 1996年 | 138            | 晴れ            | 雨              | 晴れ       |
| 21回 | 1997年 | 140            | 曇のち雨        | 晴れ            | 晴れ       |
| 22回 | 1998年 | 141            | 曇のち晴れ      | 晴れ            | 晴れのち曇 |
| 23回 | 1999年 | 140            | 晴れ            | 雨              | 晴れ       |
| 24回 | 2000年 | 141            | 晴れ            | 晴れ            | 晴れ       |
| 25回 | 2001年 | 141            | 晴れ            | 曇のち晴れ      | 曇         |
| 26回 | 2002年 | 135            | 曇のち雨        | 雨              | 晴れ       |
| 27回 | 2003年 | 161            | 晴れ            | 晴れ            | 晴れ       |
| 28回 | 2004年 | 128            | 雨のち曇        | 曇のち雨        | 晴れ       |
| 29回 | 2005年 | 162            | 晴れ            | 晴れ            | 晴れのち曇 |
| 30回 | 2006年 | 165            | 晴れ            | 晴れ            | 晴れ       |
| 31回 | 2007年 | 158            | 晴れ            | 曇              | 曇         |
| 32回 | 2008年 | 166            | 晴れ            | 晴れのち曇      | 雨のち曇   |
| 33回 | 2009年 | 161            | 曇              | 曇              | 曇のち雨   |
| 34回 | 2010年 | 168            | 晴れ            | 晴れ            | 晴れのち曇 |
| 35回 | 2011年 | 169            | 曇              | 晴れ            | 晴れ       |
| 36回 | 2012年 | 168            | 曇のち晴れ      | 晴れ            | 晴れ       |
| 37回 | 2013年 | 180            | 晴れ            | 曇              | 晴れ       |
| 38回 | 2014年 | 172            | 晴れ            | 晴れ            | 曇のち晴れ |
| 39回 | 2015年 | 160            | 雨              | 雨のち晴れ      | 晴れ       |
| 40回 | 2016年 | 141            | 雨              | 晴れ            | 晴れのち曇 |
| 41回 | 2017年 | 153            | 曇のち晴れ      | 晴れのち曇      | 晴れのち曇 |
| 42回 | 2018年 | 158            | 晴れのち曇      | 晴れ            | 晴れのち曇 |
| 43回 | 2019年 | 170            | 晴れ            | 晴れ            | 晴れ       |
| 44回 | 2021年 | ???            | ???             | ???             | ???        |
| 45回 | 2022年 | ???            | ???             | ???             | ???        |
| 46回 | 2023年 | ???            | 【6月10日】曇り | 【6月11日】曇り |            |

天気及び観覧者数は、2014FF公式写真集および公式サイトを参考にした

## 交通
- 最寄り電停・駅は広島電鉄（路面電車）だと、袋町電停及び中電前電停。アストラムラインは本通駅。